# Estimulación Ovárica Controlada
La estimulación ovárica controlada o inducción de la ovulación, (Controlled ovarian hyperstimulation en inglés) es la técnica utilizada para forzar la maduración de múltiples ovocitos, que se realiza antes de someter a la mujer a un tratamiento de reproducción asistida.
El éxito de las técnicas de reproducción asistida depende en gran medida de la cantidad de ovocitos obtenidos; a mayor número de óvulos conseguidos más probable es la posterior obtención de embriones de calidad para su implantación. 

Antes de someterse a un tratamiento de reproducción asistida, se realiza un protocolo de estimulación ovárica controlada, con el objetivo de que se produzca la ovulación en la fecha elegida y "ovule" más de un ovocito.

Esta técnica es muy utilizada en mujeres con problemas en la ovulación como:  anovulación, falta de ovulación o oligoovulación, que se produce cuando la mujer sufre de ovulación errática. 
Así, la EOC se basa en la administración de FSH con el fin de lograr una sobreproducción de folículos por el ovario. Los ovocitos pueden extraerse y emplearse para la fecundación in vitro (FIV). No obstante, en el caso de realizar una inseminación artificial posterior a la EOC, la sobreproducción de folículos implica un aumento en el riesgo de embarazo múltiple. Por ello, en el caso de la inseminación intra uterina (IUI) es necesario realizar una estimulación muy suave, de forma que no haya más de 2-3 folículos maduros a la hora de hacer la inseminación. 

## Finalidad
El fin de esta estimulación ovárica controlada reside en dos objetivos principales:
- Realización de técnicas de inseminación intrauterina: en cuyo caso nos interesará saber cuándo se produce la ovulación para introducir los espermatozoides.
- Extracción de ovocitos: en este caso, debemos considerar que la ovulación se produce 38 horas después de la administración de LH (HCG en este caso). Es decir, la extracción del folículo para la Fecundación in vitro u otra técnica de reproducción asistida, debe programarse para realizarse antes de este momento, dado que sino lo perderíamos.

## Técnica
Es una técnica de reproducción asistida que consiste en forzar la maduración de la mayoría de folículos reclutados, aunque estos no sean los folículos dominantes. Consta de 3 fases:
- Desarrollo folicular:

se administra FSH, induciendo un aumento de estrógenos. Esto puede desencadenar el pico de LH y por lo tanto una ovulación antes de tiempo. Para evitarlo, se administraba de forma continua agonistas de GnRH, que primero activan el eje, pero si son administrados de forma continua lo inhiben (flare-up). No obstante, hoy en día es posible utilizar antagonistas de la GnRH para evitar la ovulación precoz inducida por FSH.
- Ovulación forzada:

En el día 14 se administra hCG (análogo de la LH), que va a simular el pico de LH que permite la ovulación. 
Antes de que se dé la ovulación, se hace una aspiración guiada por ecografía vaginal, se hace una aspiración del folículo completo, es decir, se extraen también las células que van a dar lugar al cuerpo lúteo (secreta progesterona).

Esta aspiración genera una insuficiencia del cuerpo lúteo, por lo que será necesario dar soporte hormonal durante la fase lútea mediante progesterona.
El aspirado se hace 36 horas después de la estimulación con hCG, fisiológicamente se ovula a las 38 horas, pero en la Fecundación artificial se adelanta a las 36 hs, por si se diera una ovulación antes de tiempo, porque no se pueden perder esos óvulos, especialmente para fecundación in vitro.
- Aporte de progesterona:

durante varios días se administra la hormona progesterona para simular la fase lútea. Por vía oral suele presentar más efectos secundarios.
La HCG (Gonadotropina Coriónica Humana), una hormona muy barata capaz de inducir la ovulación. El uso de FSH o LH no es tan recomendable dado su mayor precio sin un efecto de mayor potencia. La HCG contiene una subunidad alfa común con la FSH, LH y TSH (por ello, una persona con problemas en el tiroides puede sufrir problemas de infertilidad); pero todas ellas difieren a su vez en las subunidad beta. Esta hormona se encuentra en el organismo de forma natural únicamente cuando una mujer está embarazada. Existen tumores productores de HCG, pero son bastante poco frecuentes. 
El proceso de estimulación ovárica dura aproximadamente dos semanas (10-12 días) desde que se produce la menstruación ese mes. En este momento, se empiezan a estimular los folículos para que maduren.
- En la primera fase del ciclo se administra FSH, para la ovulación aportamos HCG en lugar de LH.
- En la segunda fase, proporcionamos progesterona.

Así, mimetizaríamos todas las fases del ciclo menstrual.

## Estimulación ovárica controlada para IUI
Cuando se hace la estimulación ovárica controlada para la búsqueda de Inseminación artificial  mediante inseminación intrauterina (IUI en inglés), se hace de manera suave, para conseguir la maduración de 1-3 folículos. Para ello, se administran: citrato de clomifeno (que induce la ovulación), inhibidores de la aromatasa (letrozol) y gonadotropinas a bajas dosis (HMG, FSHu, FSHr).

Con la IUI se llega a conseguir el embarazo en el primer intento en el 20% de los casos,  y con tres intentos se alcanza el embarazo solamente en el 40% de las inseminaciones, por lo que en los 4-5 primeros ciclos aumentan las tasas de embarazo solamente hasta un 50%. 

Sin embargo, tras 4-5 ciclos de IUI sin éxito se propone pasar al siguiente nivel que es la fecundación in vitro.

## Estimulación ovárica controlada para FIV
En la búsqueda de fecundación artificial mediante fecundación in vitro (IVF en inglés) se pretende el desarrollo de múltiples folículos, deben obtenerse y aspirarse 10-15 ovocitos. 

La COS para la FIV consta de 3 partes:
-Estimulación: no solo se usa la FSH pura, sino que se emplea una combinación de FSH con dosis bajas de LH, lo que favorece la conversión de testosterona en estrógenos. También se administra la hMG (gonadotrofina menopáusica humana recombinante) y la corifolotropina alfa, que es lo mismo solo que se pone por inyección cada semana. Actualmente, se están estudiando diferentes tratamientos en distintos ensayos clínicos, como un nuevo de hCG.
-Supresión: se usan antagonistas de GnRH o agonistas de la GnRH de forma continua para antagonizar su efecto.
-Provocación o inducción de la ovulación: se administra la hCG (98% de las veces). También se podría usar un agonista de la GnRH, puesto que inicialmente potencia el efecto de la GnRH (efecto flare-up), de manera, que puede desencadenar un pico de LH y, por consiguiente, se provoca la ovulación.

## Riesgos
La estimulación ovárica no está libre de riesgos, pero cada vez son menos frecuentes. Algunos de estos riesgos son:
- Torsión ovárica. Se debe a que los ovarios tienen mucha presión y están muy agrandados. Por este motivo, se recomienda limitar los movimientos bruscos de las mujeres que se someten a este procedimiento, incluidas las relaciones íntimas, sobre todo los últimos días de la estimulación. Aun así, es muy raro que pase.
- Síndrome de hiperestimulación ovárico controlado (Ovarian Hyperstimulation Syndrome en inglés (OHSS). El SHO es una respuesta exagerada del ovario a los tratamientos de estimulación ovárica. Las manifestaciones leves del SHO son bastante comunes, ocurriendo en hasta un tercio de los ciclos con superovulación inducidos por gonadotropinas exógenas. La sintomatología inicial se manifiesta entre los 3 y 10 días siguientes a la administración de hCG. Por tanto, esto puede empeorar en caso de embarazo, por la producción endógena de β-hCG por el trofoblasto. Así, puede persistir el cuadro en mujeres embarazadas hasta que descienden los niveles de β-hCG a los 60-70 días de gestación.[2] Así, distinguimos dos etapas:
  - SHO temprano: ocurre en los nueve días posteriores a la administración de la hCG. Es más leve.
  - SHO tardío: inicio a partir del 10o día de administración de la hCG. Debido a la secreción endógena de β-hCG producida por una gestación. Es un cuadro, en general, más severo y prolongado en el tiempo.

## Síntomas
Los síntomas que sufren las mujeres que se someten a la estimulación ovárica son muy similares a los que se suelen tener en el síndrome premenstrual, pero es importante que la mujer tenga claro que se deben a la medicación. Los más frecuentes son:
- Moratones en la zona de inyección
- Hinchazón abdominal
- Aumento temporal de peso
- Pesadez en las piernas
- Cambios de humor
- Sensación de presión en los ovarios